# Congiopodus torvus
Congiopodus torvus е вид лъчеперка от семейство Congiopodidae. Видът не е застрашен от изчезване.

## Разпространение
Разпространен е в Намибия и Южна Африка.